# Polhillia brevicalyx
Polhillia brevicalyx là một loài thực vật có hoa trong họ Đậu. Loài này được (C.H.Stirt.) B.-E.van Wyk & A.L miêu tả khoa học đầu tiên.